# Roar Grønvold
Roar Grønvold (Sandsvær, 19 maart 1946) is een voormalig langebaanschaatser uit Noorwegen.
Roar Grønvold debuteerde in het internationale schaatscircuit bij de Olympische Winterspelen waaraan hij tweemaal deelnam (in 1968 en 1972). Op de Winterspelen van 1968 in Grenoble eindigde hij als dertiende op de 500 m. Zijn tweede internationaal optreden was op het EK Allround van 1970 in Innsbruck waar hij als zesde in het klassement eindigde. In 1972 behaalde hij zijn beste resultaten. Achtereenvolgens behaalde hij de zilveren medaille op het EK Allround, bij de Winterspelen op de 1500 en 5000 meter en op het WK Allround. Alle vier keer moest hij zijn meerdere erkennen in de Nederlander Ard Schenk.
In 1973 ging hij professioneel schaatsen bij de ISSL en mocht derhalve niet meer meedoen aan de ISU kampioenschappen. Ook bij het professionele schaatsen lukte het Grønvold niet om een titel te bemachtigen, omdat ook Ard Schenk in 1973 professioneel ging schaatsen. Het jaar erna ging het professionele schaatsen ter ziele en daarmee kwam er een eind aan de schaatscarrière van Grønvold.

## Records

### Persoonlijke records
| Afstand      | Tijd     | Datum            | Baan       |
| ------------ | -------- | ---------------- | ---------- |
| 500 meter    | 39,3     | 2 maart 1972     | Inzell     |
| 1000 meter   | 1.21,32  | 26 februari 1972 | Eskilstuna |
| 1500 meter   | 2.01,45  | 23 januari 1972  | Davos      |
| 3000 meter   | 4.15,7   | 2 maart 1972     | Inzell     |
| 5000 meter   | 7.22,55  | 22 januari 1972  | Davos      |
| 10.000 meter | 15.19,98 | 23 januari 1972  | Davos      |

### Wereldrecords laaglandbaan (officieus)
| Nr. | Afstand    | Tijd   | Datum            | Baan    |
| --- | ---------- | ------ | ---------------- | ------- |
| 1.  | 1000 meter | 1.25,4 | 5 januari 1965   | Drammen |
| 2.  | 1000 meter | 1.23,3 | 25 februari 1965 | Oslo    |

## Resultaten
| Jaar | EK Allround | WK Allround | WK Sprint | Olympische Spelen | EK ISSL | WK ISSL |
| ---- | ----------- | ----------- | --------- | ----------------- | ------- | ------- |
| 1968 |             |             |           | 13e 500 meter     |         |         |
| 1969 |             |             |           |                   |         |         |
| 1970 | 6e          |             |           |                   |         |         |
| 1971 | 8e          |             |           |                   |         |         |
| 1972 | Zilver      | Zilver      | 6e        | 1500m · 5000m     |         |         |
| 1973 |             |             |           |                   | Zilver  | Brons   |
| 1974 |             |             |           |                   | Zilver  |         |

### Medaillespiegel
| Kampioenschap      | Goud · | Zilver · | Brons · |
| ------------------ | ------ | -------- | ------- |
| EK Allround        | 0      | 1        | 0       |
| WK Allround        | 0      | 1        | 0       |
| Olympische Spelen  | 0      | 2        | 0       |
| EK Allround - ISSL | 0      | 2        | 0       |
| WK Allround - ISSL | 0      | 0        | 1       |